# Niels Vandeloo
Niels Vandeloo (Genk, 24 september 1983) is een Belgisch radiopresentator op Radio 2 en trailerstem van televisiezender Eén.

## Levensloop
Vandeloo begon zijn carrière als radio-dj bij Radio GRK, de lokale radio in Genk waar hij programma's presenteerde als Stadsradio 3600, De Blote Babbel, De Pratende Piranhas en ZomerZotheid. Hiermee haalde hij regelmatig de regionale pers met allerlei radiostunts.
Tijdens zijn studies presenteerde hij bij stadsradio FM Brussel (het huidige BRUZZ) en liet zich opmerken in programma's als de FM 15 en het ochtendblok Goeiemorgen. Bij XL-Air, de studentenradio van het RITCS, presenteerde hij onder andere het discussieprogramma Studio Stuko.
Vandeloo studeerde lerarenopleiding aan de KHLeuven (afgestudeerd in 2004) en studeerde in 2008 af als Meester in de Audiovisuele Regie, optie Radio aan het RITCS. 
Na zijn studies kon hij meteen aan de slag bij de VRT. Van 2008 tot 2012 presenteerde hij het programma Ochtendpost bij Radio 2 Vlaams-Brabant en van 2012 tot 2015 het programma Avondpost. Sinds februari 2015 is hij bijna dagelijks te horen als reporter in de nationale avondspits Spits met David met David Van Ooteghem en op zaterdagnamiddag presenteerde hij tot 2019 De Week van Niels, een weekendprogramma met verhalen over de voorbije week. Nu is het De Week van Harald met Harald Scheerlinck of De Week van Dirk met Dirk Ghijs.